# Reuterweg (Schiff)
Die Reuterweg war eines der ersten Binnenschiffe, das für die Fahrt mit bis zu drei Schubleichtern vom Typ Europa IIa eine Zulassung erhielt. Es wurde 1981 für die Reederei Lehnkering Montan Transport AG auf der Schiffswerft Hilgers in Rheinbrohl gebaut. Zusammen mit den drei Schubleichtern können rund 10.000 Tonnen Ladung transportiert werden.

## Konstruktion

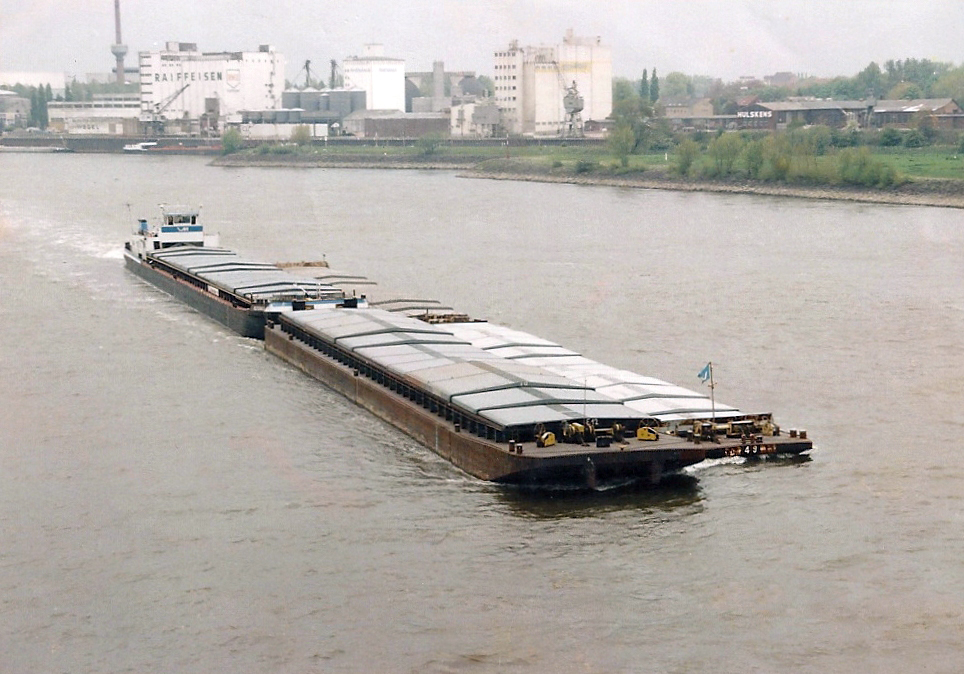
Reuterweg mit drei Leichtern

Die Reuterweg ist ein Zweischrauben-Schiff zum Transport von Stück- und Massengütern auf dem Rhein von Basel bis zu den ARA-Häfen und seinen Nebenflüssen. Der Laderaumboden ist für den Transport von Eisenerz verstärkt. Der Rumpf hat einen Doppelboden und Wallgänge. Nach umfangreichen Versuchen in der Versuchsanstalt für Binnenschiffbau in Duisburg wurde für das Vorschiff eine V-Spantenform und für das Achterschiff eine besonders energiesparende Form mit Spiegelheck und Kortdüsen gewählt.
Als Antrieb sind zwei Dieselmotoren MaK Typ 8 M 332 AK, die auf je 1100 kW bei 750/min gedrosselt sind, eingebaut. Über Wendegetriebe wird die Kraft auf die beiden Propeller, die in Düsen laufen, mit einem Durchmesser von 1,85 m übertragen. Die Propellerleistung beträgt je 956 kW. Die Motoren sind mit Turboladern und Ladeluftkühlung ausgerüstet.
Die Ruderanlage besteht aus 2 × 2 Flächen-Schilling-Rudern die elektrohydraulisch betätigt werden. Jedes Ruderpaar kann sowohl getrennt wie auch parallel bedient werden. Die Bedienung erfolgt über eine Fluss-Selbststeuerungsanlage. Im Vorschiff ist ein Vierkanal-Bugstrahlruder mit 310 PS als Manövrierhilfe eingebaut. Für die Stromversorgung sind zwei 49-kVA-Dieselgeneratoren und ein 35-kVA-Wellengenerator an Bord installiert, im Vorschiff befinden sich ein 8-kVA-Notstromaggregat sowie eine 24-Volt-700-Ah-Pufferbatterie.
Das Steuerhaus ist in der Höhe um sechs Meter verstellbar und mit einem Einmannfahrstand mit zwei Radaranlagen ausgerüstet. Die Wohnräume sind in dem elastisch gelagerten Deckshaus auf dem Achterschiff eingerichtet. Für die Besatzung stehen acht Einzel- und eine Doppelkabine, Sanitäreinrichtungen, eine Küche sowie ein Aufenthaltsraum zur Verfügung. Alle Räume verfügen über eine Zu- und Abluftanlage.
Der Laderaum wird mit 15 fahrbaren Schiebeluken, von denen jeweils drei übereinander verfahrbar sind, abgedeckt. Somit sind maximal 66 Prozent der Laderaumöffnung zugänglich.